# M'Backé N'Diaye
M'Backé N'Diaye (Rosso, 19 dicembre 1994) è un calciatore mauritano, portiere del Nouakchott Kings e della Nazionale mauritana.

## Carriera

### Nazionale
Ha debuttato in Nazionale il 3 dicembre 2021, in Mauritania-Emirati Arabi Uniti (0-1). Ha partecipato, con la Nazionale, alla Coppa d'Africa 2021 e alla Coppa araba FIFA 2021.

## Statistiche

### Cronologia presenze e reti in nazionale
Statistiche aggiornate al 6 ottobre 2022.
| Cronologia completa delle presenze e delle reti in nazionale ― Mauritania | Cronologia completa delle presenze e delle reti in nazionale ― Mauritania | Cronologia completa delle presenze e delle reti in nazionale ― Mauritania | Cronologia completa delle presenze e delle reti in nazionale ― Mauritania | Cronologia completa delle presenze e delle reti in nazionale ― Mauritania | Cronologia completa delle presenze e delle reti in nazionale ― Mauritania | Cronologia completa delle presenze e delle reti in nazionale ― Mauritania | Cronologia completa delle presenze e delle reti in nazionale ― Mauritania |
| Data                                                                      | Città                                                                     | In casa                                                                   | Risultato                                                                 | Ospiti                                                                    | Competizione                                                              | Reti                                                                      | Note                                                                      |
| ------------------------------------------------------------------------- | ------------------------------------------------------------------------- | ------------------------------------------------------------------------- | ------------------------------------------------------------------------- | ------------------------------------------------------------------------- | ------------------------------------------------------------------------- | ------------------------------------------------------------------------- | ------------------------------------------------------------------------- |
| 3-12-2021                                                                 | Doha                                                                      | Mauritania                                                                | 0 – 1                                                                     | Emirati Arabi Uniti                                                       | Coppa araba FIFA 2021 - Gironi                                            | -1                                                                        |                                                                           |
| 6-12-2021                                                                 | Al Wakrah                                                                 | Siria                                                                     | 1 – 2                                                                     | Mauritania                                                                | Coppa araba FIFA 2021 - Gironi                                            | -1                                                                        |                                                                           |
| 20-1-2022                                                                 | Douala                                                                    | Mali                                                                      | 2 – 0                                                                     | Mauritania                                                                | Coppa d'Africa 2021 - Gironi                                              | -                                                                         | 81’                                                                       |
| Totale                                                                    |                                                                           | Presenze                                                                  | 3                                                                         |                                                                           | Reti                                                                      | -2                                                                        |                                                                           |